# ПС-32 (патрон)
Патрон ПС-32 (12,3х22 мм R) был разработан в начале 1990-х годов по программе ОКР «Удар» в качестве боеприпаса для перспективного крупнокалиберного револьвера. Собран в укороченной металлической гильзе ружейного патрона 32-го калибра. Сертифицирован в качестве штатного патрона для служебного револьвера У-94С «Удар-С». Выпускается в нескольких вариантах снаряжения.
- патрон ПС-32.000 с цилиндрической оболочечной свинцовой пулей массой 13,4 грамм[2] — является основным типом патрона. Пуля имеет высокое останавливающее, но недостаточное пробивное действие[3].
- патрон испытательный ПС-32.И.ОО (с увеличенным пороховым зарядом) — производится небольшими партиями, применяется в технологических целях при производстве огнестрельного оружия[4].
- холостой патрон — дульце гильзы запрессовано «звездочкой»[5]
- травматический патрон с резиновой пулей[5] — разработан для использования сотрудниками частных охранных структур, но не был сертифицирован в качестве боеприпаса для служебного оружия и серийно не выпускался.
- патрон нелетального действия — с тремя пластмассовыми шариками[6]